# Route nationale 3 (Cambodge)
Pour les articles homonymes, voir Route nationale 3.
La route nationale 3 est une des routes nationales du Cambodge. D'une longueur de 202 kilomètres, elle relie la capitale cambodgienne à la province de Sihanoukville. La route débute à l'ouest de Phnom Penh, près de l'aéroport international. Elle se dirige vers le sud, en traversant la province de Kampong Spoe, puis bifurque vers l'ouest en traversant la province de Kampot pour ensuite aboutir sur la route nationale 4, près de Sihanoukville.